# Rijks Hogere Burgerschool (Assen)

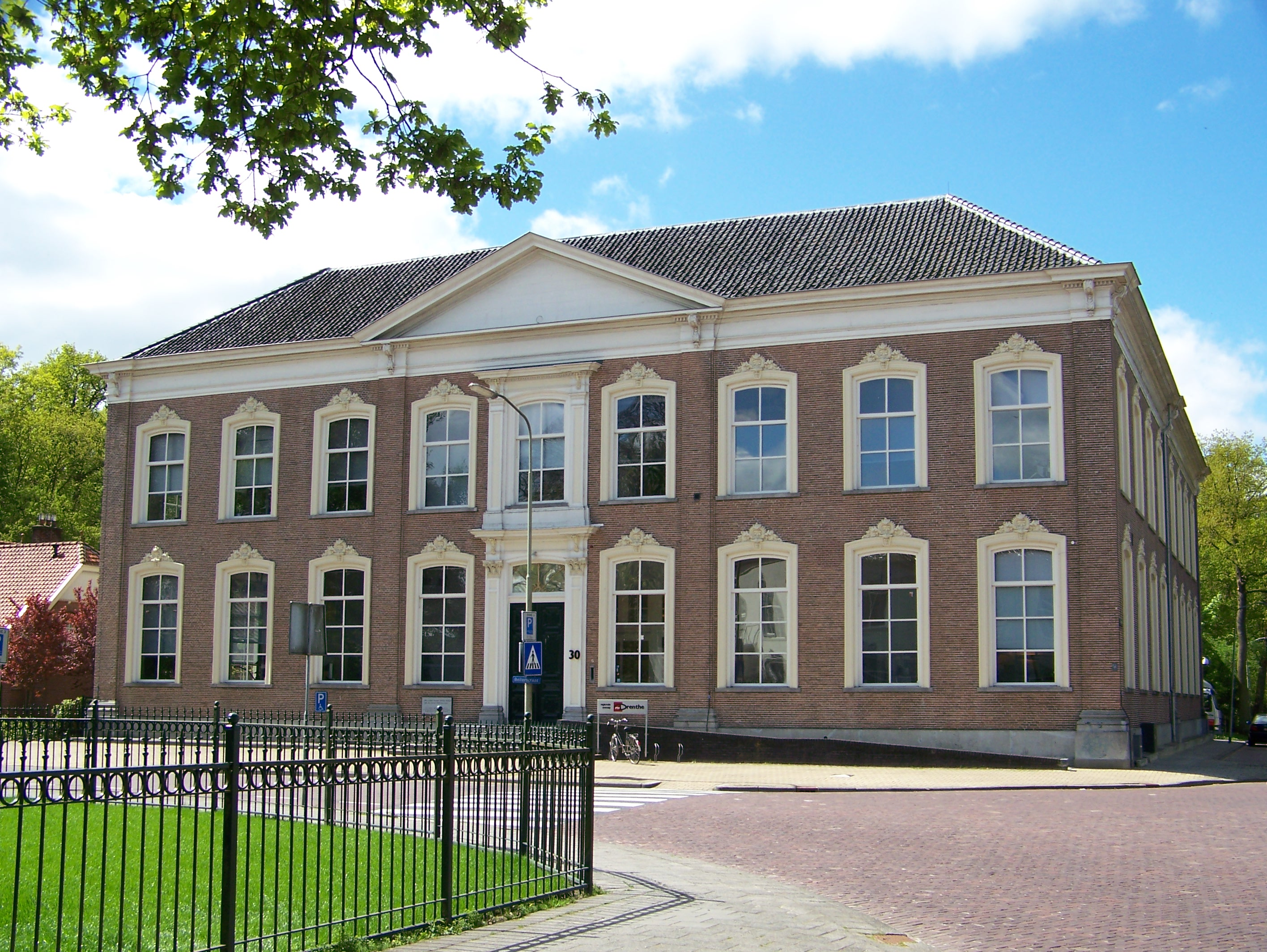
Rijks Hogere Burgerschool

De Rijks Hogere Burgerschool is een voormalige school in de Nederlandse stad Assen.
Het schoolgebouw aan de Beilerstraat werd in 1867 ontworpen door stadsbouwmeester Harm Cornelis Winters. Het is gebouwd in de eclectische stijl met neoclassicistische elementen en was oorspronkelijk een driedelig gebouw. In de twintigste eeuw is het vanwege de groei van het aantal leerlingen enkele keren uitgebreid.
De school werd op 12 oktober 1868 officieel geopend. In 1876 werden de eerste meisjes toegelaten. In 1966 werd de hbs door het rijk overgedragen aan de gemeente Assen en werd de school omgevormd tot een gemeentelijk lyceum. Het lyceum (vanaf 1968 Openbare Scholengemeenschap Dr. Nassaucollege) verhuisde in 1971 naar de Groen van Prinstererstraat. De voormalige hbs kwam vervolgens in gebruik bij de scholengemeenschap Dag Hammarskjöld. In 2003 werd het pand gerenoveerd en sinds 2004 is RTV Drenthe in het pand gevestigd. Het gebouw is tegenwoordig een rijksmonument.
In 2008 werd door oud-leerlingen een gevelsteen onthuld, ter gelegenheid van het feit dat de school 140 jaar daarvoor in gebruik was genomen. Leerlingen van de Rijks Hogere Burgerschool waren onder meer oud-commissaris Eric Nordholt, schilder/dichter Louis Albert Roessingh, minister Jan Smallenbroek, professor Herman Jan Scheltema en minister Anne Vondeling.